# Курібаясі Тадаміті
Курібаяші Тадамічі (яп. 栗林忠道, 7 липня 1891 — 26 березня 1945) — генерал-лейтенант, командувач Генерального штабу Імперської армії Японії та дипломат. Відомий тим, що організував і очолив оборону острова Іодзіма (яп. 硫黄島 いおうとう) під час Другої світової війни.
Ще до початку битви генерал Курібаяші наполягав на тому, щоб розділити труднощі зі своїми солдатами. Він також відмовився від банзай-атак, які вважав безглуздою тратою людських життів, особливо з огляду на значні труднощі в доставці підкріплення на острів. Корпус морської піхоти США очікував захопити Іоджіму за п'ять днів, однак Курібаяші та його воїни протрималися більше місяця.
Існує кілька версій його загибелі. За однією з них, усвідомивши неминучість поразки й аби не потрапити в полон, він зняв уніформу й вчинив ритуальне самогубство сепуку. За іншою версією, він загинув під час ранкової атаки на американські позиції, проте ніхто так і не зміг ідентифікувати його тіло.

Генерал Корпусу морської піхоти США Холланд Сміт сказав про Курібаяші:
«Of all our adversaries in the Pacific, Kuribayashi was the most redoubtable.»

«З усіх наших супротивників у Тихоокеанському театрі, Курібаяші був найстрашнішим.»
Вшановується як синтоїстьке божество в токійському Святилищі Ясукуні.

## Раннє життя
Курібаяші Тадамічі народився 7 липня 1891 року в Курібаясі в місті Мацушіро префектури Наґано. Його батько походив із васалів Санада — давнього самурайського роду XVI століття. Родина Курібаяші починала свій шлях як дворяни-землевласники, під керівництвом клану Санада. Згодом належала домену Мацушіро в період Едо. У період Мейдзі вони започаткували бізнес у сфері шовку та банківської справи, але зазнали невдачі через свій аристократичний статус.
До народження Тадамічі у 1891 році родина намагалася відновити своє господарство після пожеж у 1868 та 1881 роках. Батько Курібаяші, Цурудзіро, працював у сфері лісозаготівлі та цивільного будівництва, а мати, Мото, тримала родинну ферму.
У вищій початковій школі Мацушіро, а потім у середній школі Наґано, Курібаяші досяг значних успіхів у навчанні, особливо у вивченні англійської мови. Спочатку він прагнув стати іноземним кореспондентом. Перебуваючи під час Другої світової війни на острові Іодзіма, Курібаяші зізнавався журналісту, що розглядав можливість стати репортером. У 1911 році він закінчив префектуральну середню школу Наґано.

Віце-адмірал Шіґеджі Канеко, його шкільний товариш, згадував: 
«Одного разу він організував страйк проти шкільної адміністрації. Лише дивом уникнув виключення. Уже тоді він писав вірші, промови та твори. Був юним літературним ентузіастом». 
Його твори, написані під час навчання, свідчать, що майбутній генерал мав неабиякий літературний хист і був обдарованим хлопцем.
Після закінчення школи Курібаяші прагнув стати журналістом і успішно склав іспити до Гуманітарної Східноазійської академії (東亜同文書院), проте за порадою вчителів він у 1914 році вступив до Військової академії Імперської армії Японії. Після її закінчення отримав звання першого лейтенанта кавалерії (яп.中尉 «ちゅうい»). У 1923 році завершив навчання офіцерських курсів Армійського військового коледжу в Мінато, Токіо, посівши друге місце в рейтингу студентів свого курсу. Того ж року 8 грудня він одружився з Йошіє Курібаяші (1904—2003), з якою мав сина Таро та дочок Йоко і Такако.
За успішне завершення коледжу Курібаяші отримав від імператора меч ґунто та можливість навчатися за кордоном. На відміну від більшості офіцерів, які обирали навчання у Франції чи Німеччині, він вирушив до США, де був призначений військовим аташе при 1-й кавалерійській дивізії.
У 1928 році 36-річний капітан вирушив до США, де проживав у родині в Баффало, штат Нью-Йорк. Під час перебування в країні відвідав Вашингтон, Бостон, Сан-Франциско, Лос-Анджелес, а також проходив стажування у Форт Бліссі (Техас) та Форт-Райлі (Канзас). Там він здружився з бригадним генералом Джорджем Ван Горном Мозлі.
Після повернення до Японії Курібаяші став майором і був призначений першим військовим аташе в Канаді. У 1933 році отримав звання підполковника, а в 1937 році — полковника. Під час служби в Генеральному штабі Імперської армії Японії в Токіо з 1933 по 1937 роки він написав тексти для кількох бойових пісень.

У 1940 році йому було присвоєно звання генерал-майора. Завдяки досвіду перебування за кордоном, Курібаяші був прихильником дипломатичних стосунків між Японією та США. Завдяки довгому перебуванню за кордоном і вивченню міжнародної ситуації в той час, Курібаяші послідовно виступав за збереження союзницьких відносин між Японською імперією і США. Через свої «проамериканські» настрої, він конфліктував із токійським Генштабом. Напередодні нападу на Перл-Харбор він неодноразово повторював:
«America is the last country in the world Japan should fight.» — «Америка — остання країна у світі, з якою Японія повинна воювати».

## Тихоокеанська війна
З початком Другої світової війни Курібаяші командував військами у Маньчжурії та Китаї. У грудні 1941 року він отримав посаду начальника штабу 23-ї японської армії під командуванням Такаші Сакаї для участі у вторгненні до Гонконгу. За військові успіхи він отримав військове звання генерал-лейтенанта.
У 1943 році він очолив 2-гу імператорську гвардійську дивізію, яка переважно виконувала резервні та навчальні функції. 27 травня 1944 року його призначено командиром 109-ї дивізії Імперської армії Японії. Вже за два тижні, 8 червня 1944 року, Курібаяші отримав підписаний прем'єр-міністром Хідекі Тодзьо наказ організувати оборону стратегічно важливого острова Іодзіма, що входить до ланцюга Бонінських островів.

### Підготовка до битви за острів Іоджіма
Упродовж другої половини 1944 року Курібаяші всіляко укріплював острови Оґасавара, особливо Іодзіму — важливий в військовому плані острів, з якого Америка могла бомбардувати Японію при підтримці винищувачів.

19 червня 1944 року генерал Курібаяші прибув на острів, висадившись на злітно-посадковій смузі Чідорі. На той час гарнізон острова був зайнятий риттям окопів уздовж узбережжя. Після інспекції острова Курібаяші дає вказівку перенести основну лінію оборони вглиб, зробивши ставку на природний рельєф місцевості. Усвідомлюючи технічну і чисельну перевагу супротивника, він обрав стратегію глибокої оборони.

Генерал-лейтенант Курібаяші роздає вказівки по обороні Іодзіми.

За його наказом, Іодзіма перетворилася на справжню фортецю, яка пронизана розгалуженою мережею підземних укріплень та тунелів: було викопано понад 18 кілометрів підземних ходів, зведено близько 5000 печер, бункерів і дотів. Колишній начальник штабу Курібаяші згадував, як той часто повторював: «Продуктивні можливості Америки перевершують межі нашої уяви. Японія почала війну з грізним супротивником, і ми маємо відповідно підготуватися».
Курібаяші розумів, що не зможе утримати Іодзіму перед лицем переважаючих американських сил. Проте він знав, що втрата острова відкриє Японію для прямих ударів стратегічних бомбардувальників США. Саме тому він вирішив реалізувати кампанію виснаження — максимально затягнути бій, сподіваючись затримати початок масованих бомбардувань японських міст і вплинути на рішення американського уряду щодо можливого вторгнення на головні острови Японії.

25 червня 1944 року Курібаяші написав у листі до родини:
«Тут немає джерельної води, тож ми мусимо обходитися дощовою. Я мрію про склянку холодної води, але нічого не вдієш. Кількість мух і комарів — неймовірна. Немає газет, радіо, магазинів. Є кілька місцевих ферм, але притулки тут хіба що для худоби. Наші солдати сплять у наметах або забираються в печери. У печерах задуха, спека й нестерпна вологість. Я, звісно, терплю це… Але це справжнє пекло. Ніколи в житті не відчував нічого подібного».
Щоб підготувати солдатів до нетрадиційного ведення бойових дій, Курібаяші уклав шість «Мужніх бойових обітниць», які були поширені серед усіх військовослужбовців його гарнізону.
За словами Йошії Курібаяші, її чоловік, отримавши наказ, сказав, що навряд чи навіть його прах повернеться з Іводзіми. Напередодні відбуття він мав честь особисто зустрітися з Імператором Хірохіто.

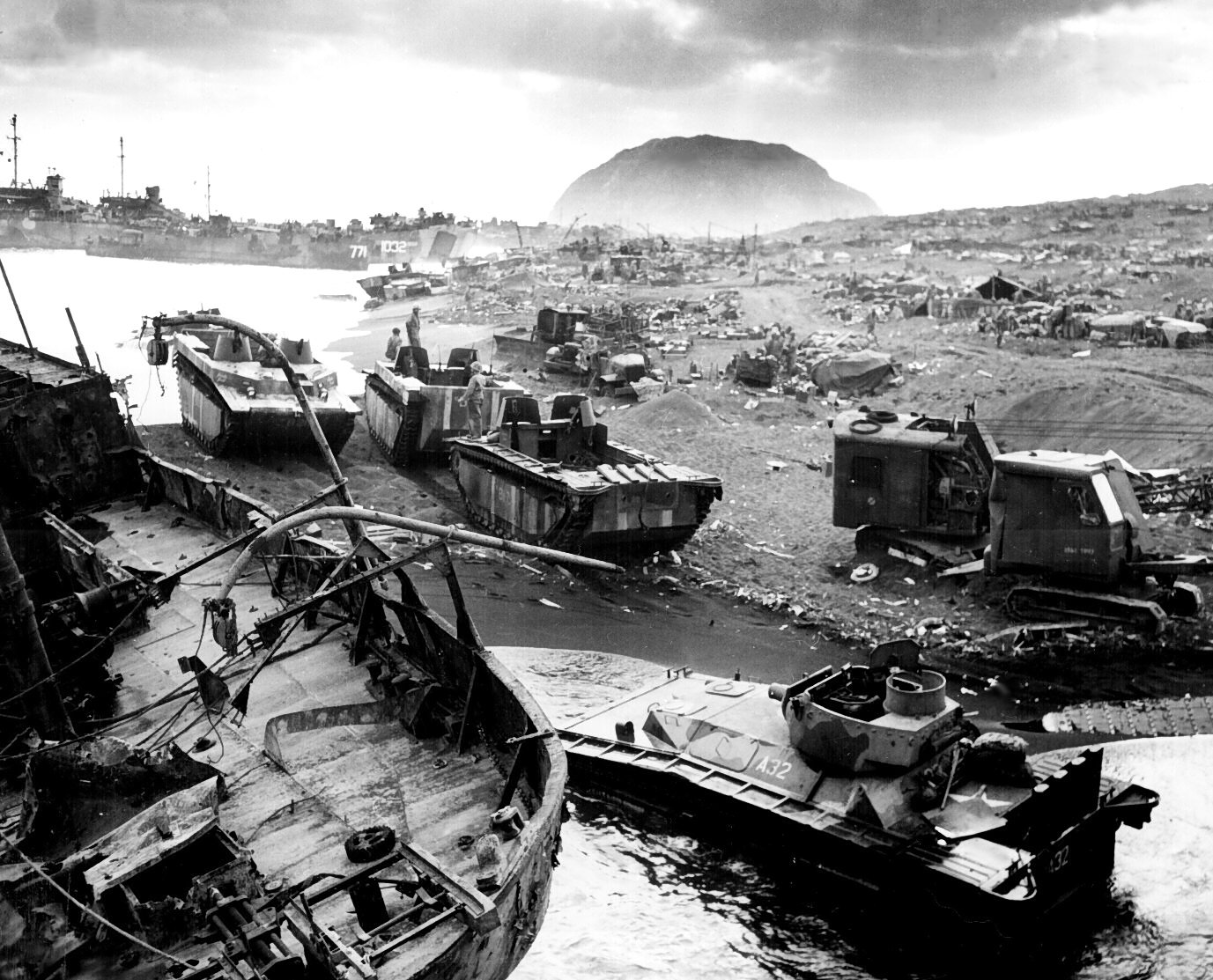
Знищена американська техніка на пляжі, поблизу гори Сурібачі

### Битва за острів
Битва за Іодзіму тривала з 19 лютого по 26 березня 1945 року. 21-тисячний гарнізон під командуванням генерала Курібаяші понад місяць стримував натиск 100-тисячної експедиційної армії США. Це була єдина наземна операція Другої світової війни, в якій американські втрати перевищили японські.
19 лютого 1945 року Корпус морської піхоти США висадив перші підрозділи на південному узбережжі острова. Згідно з нетрадиційною тактикою оборони, яку впровадив Курібаяші, американцям на початку дозволили висадитися безперешкодно, після чого їх несподівано накрили вогнем з ретельно замаскованих підземних укріплень.
Увечері того ж дня генерал морської піхоти Холланд Сміт на борту командного корабля USS Eldorado вивчав бойові звіти. Він був особливо вражений тим, що японські війська не здійснили жодної традиційної банзай-атаки — прийому, який раніше вважався стандартною тактикою в подібних умовах.

З наближенням фіналу битви, 16 березня генерал-лейтенант Курібаяші відправив прощальну телеграму до Генштабу у Токіо:
|  | Наступив час останнього бою. З моменту прибуття ворога, [мої] підлеглі офіцери і солдати воювали завзято, немов демони. Я радий, що не зважаючи на неймовірні наземні, морські та повітряні атаки чисельно переважаючого [противника], [наші воїни] блискуче продовжували боротьбу...Через безперестанний натиск ворога, [вони] полягли один-за-одним. Всупереч Вашим очікуванням, [мені] нічого не залишається як передати острів у руки противника. З невиразним жалем у серці, я уклінно осмілююсь пробачити мене. Зараз, коли вичерпались снаряди, висохла питна вода і всі бажають ринутися у останній бій, [я] постійно думаю про ласку імператора і не жалкуватиму [за неї] свого життя. Знаю, що імператорські землі не матимуть спокою допоки Іодзіма не відвойована. Тому навіть якщо я стану привидом, присягаю обов'язково повернути її. Перед останнім боєм, висловлюю Вам свої істинні помисли і, безперестанно молячись за перемогу нашої Монаршої держави, навіки прощаюсь з Вами... |

У відповідь Генштаб нагородив Курібаяші військовим званням вищого генерала, проте повідомлення про нагородження до адресата не встигло дійти.

23 березня 1945 року ввечері Курібаяші передав по радіо своє останнє повідомлення майору Хорі:
«Всі офіцери та солдати Чічі Джіми — до побачення з Іво».
Сам майор пізніше згадував:
«Після цього я намагався встановити зв'язок із ними ще протягом трьох днів, але так і не отримав жодної відповіді».

## Смерть
Точні обставини смерті Курібаяші залишаються невідомими. Найімовірніше, він загинув у бою рано вранці 26 березня 1945 року, коли особисто повів залишки свого загону в останню атаку проти сплячих підрозділів морської піхоти США та наземного персоналу Військово-повітряних сил США. Курібаяші та його люди безшумно перерізали намети, вбивали сплячих багнетами та кидали ручні гранати.
Згідно з офіційною історією Корпусу морської піхоти США, японська атака вранці 26 березня не була типовою банзай-атакою, а добре спланованою операцією, спрямованою на максимальний хаос і знищення.
Кульмінацією став рукопашний бій, у якому жодна зі сторін не здавалася. Завдяки раптовості удару американські війська зазнали значних втрат. Усі захисники Іодзіми, включно з 53-річним генералом Курібаяші, загинули. Його тіла так і не вдалося ідентифікувати, адже він зняв усі знаки офіцерського звання, щоб загинути як звичайний солдат.
Син генерала, Таро Курібаяші, після війни взяв інтерв'ю у кількох вцілілих солдатів японського гарнізону. На підставі цих свідчень він дійшов висновку, що його батько загинув під час останнього штурму під вогнем артилерії.
Існують також менш підтверджені версії загибелі генерала. За однією з них, він вчинив ритуальне самогубство — сепуку — у штаб-квартирі в ущелині.

## Спадщина
26 березня 1945 року США офіційно оголосили Іодзіму «безпечною», однак ціна перемоги була надзвичайно високою — 26 039 втрат. Із 22 786 японських захисників вижили лише 1083 — решта загинули. Невелика кількість солдатів продовжувала переховуватись у підземеллях, ночами залишаючи свої укріплені печери, щоб добути їжу з американських запасів. Останні двоє з них — морські кулеметники Ямакаге Куфуку та Мацудо Лінсокі — здалися лише 6 січня 1949 року.

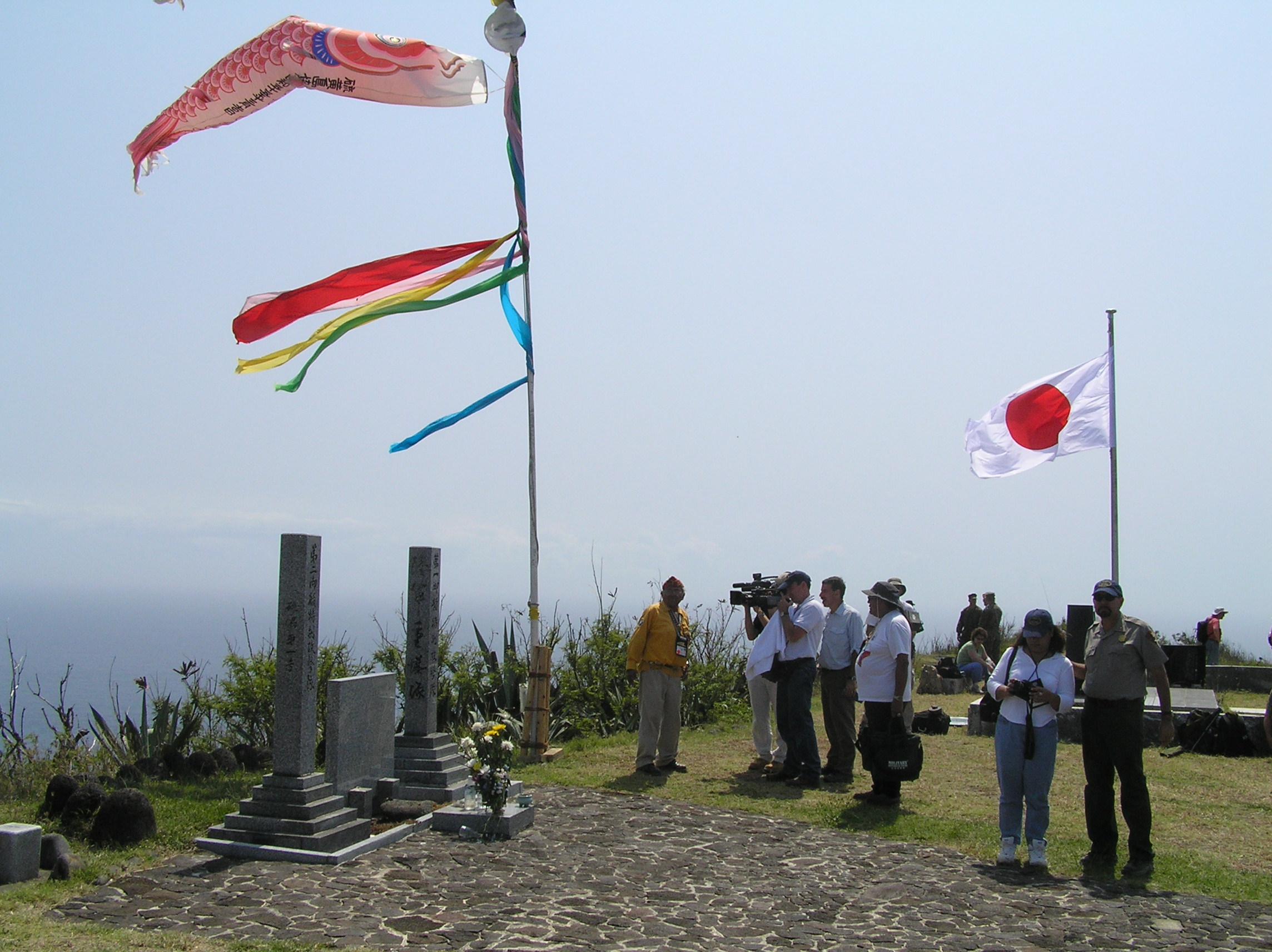
Зустріч з нагоди 60-ї річниці біля Японського меморіалу на острові Іоджіма

Йошії Курібаяші було лише 40 років, коли її чоловік загинув на Іодзімі.
Залишившись вдовою з трьома дітьми, вона мужньо взяла на себе відповідальність за їхнє виховання. У 1970 році, напередодні першої зустрічі японських і американських ветеранів битви, що мала відбутися на Іодзімі, Йошії представляла японські родини загиблих на офіційному обіді у Токіо. У своїй промові вона щиро подякувала колишнім ворогам за жест дружби, отримавши за це тривалі оплески.
Згодом Йошії Курібаяші взяла участь у ювілейних меморіальних зустрічах 1985 та 1995 років, які також проходили на острові Іодзіма.